# Mike McGlinchey
Mike McGlinchey (Warrington, 12 gennaio 1995) è un giocatore di football americano statunitense che milita nel ruolo di offensive tackle per i Denver Broncos della National Football League (NFL).

## Carriera universitaria
Al college McGlinchey giocò a football con i Notre Dame Fighting Irish dal 2014 al 2017. Divenne titolare nel 2015 come tackle destro mentre l'anno successivo venne spostato nel lato sinistro. Nell'ultima stagione fu premiato come All-American.

## Carriera professionistica

### San Francisco 49ers
Il 26 aprile 2018 McGlinchey fu scelto come nono assoluto nel Draft NFL 2018 dai San Francisco 49ers. Debuttò come professionista partendo come titolare nella gara del primo turno contro i Minnesota Vikings. La sua prima stagione si chiuse disputando tutte le 16 partite come partente, venendo inserito nella formazione ideale dei rookie dalla Pro Football Writers Association. Il 2 febbraio 2020 partì come titolare nel Super Bowl LIV ma i 49ers furono sconfitti per 31-20 dai Kansas City Chiefs.

### Denver Broncos
Il 13 marzo 2023 McGlinchey firmó con i Denver Broncos un contratto quinquennale del valore di 87,5 milioni di dollari.

## Palmarès

### Franchigia
- National Football Conference Championship: 1

San Francisco 49ers: 2019

### Individuale
- PFWA All-Rookie Team - 2018

## Famiglia
McGlinchey è cugino di Matt Ryan, ex quarterback degli Atlanta Falcons.